# Энцы
Э́нцы (самоназвания — эньчо, могади, пэбай, устаревшее — енисейские самоеды) — один из коренных малочисленных самодийских народов России. В 1926 году численность энцев в России составляла 378 человек, в 2021 году — 201 человек (в 2002 году — 237 человек).
Верующие — православные, частично сохраняются и традиционные верования, включавшие почитание стихий природы: земли, солнца, огня и воды.
По языку и культуре близки нганасанам и ненцам.

## Название
Название «энцы» было предложено советским этнографом Г. Н. Прокофьевым в 1930-е годы и образовано им от эннэчэ, что буквально означает «человек». Тундровые энцы называли себя сомату — от нган. самату (первоначально обозначение энецкого рода Соэта); лесные энцы — пэ-бай («лесные Бай» — от названия рода Бай), или по названию родов.

## Происхождение и история
В этногенезе энцев участвовали как местные северно-сибирские племена, так и продвигавшиеся со среднего Енисея и из бассейна Томи самодийцы, ассимилировавшие местное население. В новгородском памятнике конца XV века энцы впервые упоминаются под названием монголзеи — от названия энецкого рода Монгкаси, Муггади или Моггади (от этого наименования происходит и название основанного в 1601 году в землях энцев русского острога Мангазея). Название этого рода происходит от энецкого слова могга — «лес», так как его представители жили в лесу и любили лес. Ранее энцы состояли из патрилинейных родов: Моггади, Бай, Аседа, Лодоседа, Чор, Ючи, Солда и Садо и др. В настоящее время названия этих родов переведены на русский язык: Моггади, например — Болины (так как название этого рода переводилось как «полено, лес»), а представители рода Бай носят фамилию Силкиных, так как они обладали «силой, властью» и имели много оленей.
В XVII веке энцы кочевали в бассейне Таза и Турухана и лесотундре между низовьями Таза и Енисея, но в конце этого века, под натиском ненцев с запада, селькупов и кетов с юга, они отступили на восточный берег нижнего течения Енисея.

## ДНК
У энцев/нганасан западно-евразийские митохондриальные гаплогруппы (Н, Н2, НЗ, Н8, U2, U4, U5, U7, J2, W) обнаружены у 33,4 %, при этом «палеолитическая» гаплогруппа U4 у энцев/нганасан достигает 20,8 %. На восточно-евразийские митохондриальные гаплогруппы (А, С, D, Z) у энцев/нганасан приходится 62,5 %. У энцев доминирует Y-хромосомная гаплогруппа N(xN3)-M231 — 77,8 % (N1a2b-P43, ранее N1b), далее идут Y-хромосомные гаплогруппы N3-TAT/M178 и R1b-M173/M269 — по 11,1 %.

## Численность и расселение

Расселение энцев в СФО по городским и сельским поселениям в %, перепись 2010 года.

В XVIII веке, по данным Б. О. Долгих, численность энцев превышала 3 тыс. человек. По переписи населения СССР 1926 года энцы насчитывали 376 человек. По данным переписи 1989 года, в СССР проживало 209 энцев, а в РСФСР — 198 энцев, из которых лишь 46 % считало родным энецкие языки без подразделения на тундровый и лесной (впрочем, в данных этой переписи часть энцев была записана ненцами и нганасанами; по опросным же этнографическим данным, численность энцев составляла 340 чел.). Бо́льшая часть энцев (103 чел.) в 1989 году жила на территории Таймырского (Долгано-Ненецкого) автономного округа.
В 2002 году, по данным переписи населения, численность энцев в Российской Федерации составляла 237 человек, в том числе 213 чел. — в Красноярском крае, в основном в Таймырском Долгано-Ненецком районе (197 чел., из которых владело энецкими языками без подразделения на тундровый и лесной 66 чел. (33,5 %)).
Наибольшее количество энцев (86 человек) в 2002 году проживало в посёлке Потапово, где живут лесные энцы. Тундровые энцы в основном живут в посёлке Воронцово; население обоих посёлков является многонациональным.
Помимо этого, энцы живут в районе города Дудинка, посёлка Усть-Авам и др. в Таймырском Долгано-Ненецком районе Красноярского края. Несколько энцев проживает в самом городе Дудинка (Таймыр), некоторые — совместно с нганасанами в других местах Таймыра.
Тундровые энцы (хантайские самоеды), платившие ясак в Хантайское зимовье, составляли приблизительно две трети численности народа. Летом они кочевали в тундрах между Енисеем и рекой Пурой, зимой откочевывали южнее в лесотундру между рекой Малая Хета и озером Пясино. Эта группа состояла из нескольких крупных родовых объединений (Сомату, Бай, Муггади или Могади) и имела самоназвание сомату-онэйэннэчэ. Прочие энцы называли их маду (родственники по жене).
Лесные энцы (карасинские самоеды) платили ясак в Карасинское зимовье и постоянно кочевали в лесной зоне между Игаркой и Дудинкой. В их состав входили родовые группы Ючи, Муггади (меньшая часть) и ряд семей группы Бай. Этнографическая специфика этих групп в значительной степени утрачена и они рассматриваются в качестве чисто территориальных подразделений.

## Языки
До середины XX века энецкие языки считались диалектом ненецкого; в переписях 1959 и 1979 годов энцы не считались отдельной этнической группой и их записывали ненцами или нганасанами. Энецкие языки относятся к самодийской группе уральских языков, причём наиболее близки они тундровому ненецкому языку, от которого они, предположительно, отделились 1,5 — 1 тыс. лет тому назад; после этого имело место вторичное контактное сближение с нганасанским языком. Среди северносамодийских языков энецкие языки наиболее архаичны в плане лексики, однако их фонетика претерпела радикальную перестройку. Энецкие языки включают в себя два языка: тундровый и лесной, которые значительно отличаются друг от друга на большинстве уровней языковой структуры.
Длительное время оба энецких языка оставались бесписьменными. В 1986 году Н. М. Терещенко опубликовала проект лесного энецкого алфавита; этот алфавит используют в энецких публикациях газеты «Таймыр», телеграм-канала «Наш Таймыр», в изданиях фольклорных текстов. В 1995 году Д. С. Болина, применяя этот алфавит, опубликовала первую книгу на лесном энецком языке — перевод «Евангелия от Луки».
По данным переписи 1989 года, энецкими языками владело несколько менее половины всех энцев. Фактически же, по данным полевых исследований, полноценными носителями языков были единицы среди тундровых энцев и несколько десятков человек среди лесных энцев, причём в основном это были люди старших возрастов (энцы в возрасте 30—40 лет ещё владели в определённой степени языком, но в обиходе предпочитали говорить по-русски). Основная масса энцев многоязычна: почти все владеют русским и/или тундровым ненецким языком, многие понимают речь долган, нганасан, эвенков. Часть энцев перешла на тундровый ненецкий язык, некоторые тундровые энцы — на нганасанский.
По переписи 2002 года, энецкими языками в России владели 116 чел. (как среди энцев, так и среди других народностей страны — условно 49 % от энцев в РФ), а на Украине, по переписи 2001 г., из 26 энцев родным признали свой язык 18 чел. (69 %).

## Хозяйство

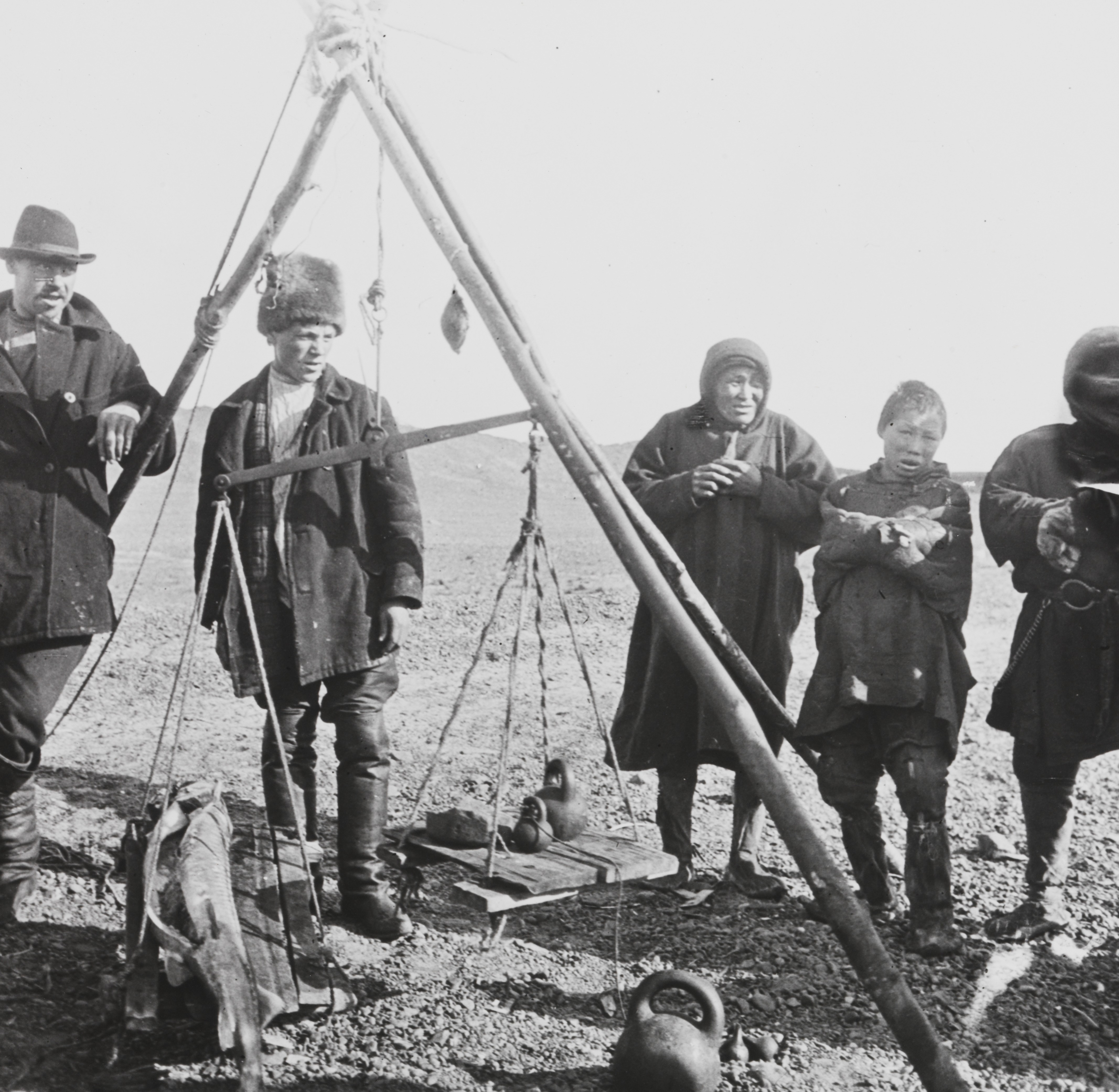
Энцы наблюдают за торговлей рыбой: взвешивается осётр, купленный экипажем корабля «Омуль». Транссибирское путешествие Фритьофа Нансена на пароходе вниз по Енисею до города Енисейска. 1913 год.

Основу хозяйственного уклада энцев составляют домашнее оленеводство, охота на дикого оленя, пушной промысел и рыболовство. При охоте на оленя энцы применяли лук и ловушки с сетями, при добыче пушного зверя они применяли «пасти» — ловушки давящего типа.

## Быт
Основное жилище энцев — конический чум, близкий к ненецкому, но отличавшийся меньшими размерами покрытия-нюка (так что для покрытия чума энцам требовалось четыре нюка, а не два, как в ненецком чуме). Зимним жилищем служил нартяной чум — близкий по конструкции к долганскому, но имевший дверь с левой стороны. Традиционный комплекс одежды энцев у двух этнотерриториальных групп различается: у лесных энцев большее распространение получила ненецкая одежда, а у тундровых энцев комплекс одежды являлся более сходным с нганасанским: в основе лежала парка (глухая у мужчин и распашная у женщин), состоявшей из двух шуб — нижней (с мехом наружу, доходившей до колен) и верхней (с мехом внутрь и более длинной); обе шубы шили из оленьих шкур, а по подолу делали оторочку из собачьего меха. Мужскую парку дополняли штанами, а женскую — комбинезоном. В настоящее время энецкая одежда полностью вышла из употребления.

## Социальная структура
Комплексное оленеводческо-промысловое хозяйство энцев требовало гибкой системы организации общества, основы состояли как в принципах родства, так и в территориальных связях. Главными  в обществе энцев был мужчина. Женская деятельность ограничивалась домашним производством. Количественный состав малых семей у энцев был небольшим, что объясняется высокой детской смертностью. Предпочтительным считалось рождение мальчика. При рождении ребёнка ему давали имя-прозвище, связанное с его внешностью либо с тем, как он родился. В быту энцы обычно пользуются не именами, а прозвищами, которые есть у каждого человека, причём у одного человека их может быть несколько: например, человеку с короткой шеей могли дать прозвище Бякши «без шеи». Встречались также прозвища Ниби «паук», Найку «лысенькая», Тэтако «богатенький».

## Фольклор
Фольклор энцев состоял из двух жанров: деричу и сюдбичу. Деричу имеет корень, от которого образованы такие слова как «говорить, рассказывать, известие, весть», и к этому жанру относятся рассказы о прошлом, мифы, сказки, легенды, исторические предания, рассказы о жизни первых полуоседлых охотников на диких оленей. Сюдбичу — это большие эпические произведения о богатырях-оленеводах, которые странствуют в поисках богатства и жены, сражаются с врагами, в том числе с великанами-людоедами.

## Верования и обряды
Хотя лесные энцы официально были обращены в православие, у обеих групп энцев сохранялись культ явлений природы и поклонение местным духам-хозяевам, которым приносили жертвы (оленье мясо, кусочки сукна, деньги). В пантеоне главенствующее место занимали Дюба-нга (давший людям оленей) и его мать Дя-меню («мать земли»).
Согласно этнографическим исследованиям, в древности энцы практиковали обряд воздушного погребения.